# Улица Сайкина
У́лица Са́йкина (до 21 декабря 1928 года — Живинская у́лица) — улица, расположенная на границе Даниловского района Южного административного округа и Южнопортового района Юго-Восточного административного округа города Москвы.

## История
Улица получила современное название в память о жившем в районе этой улицы пограничнике П. Д. Сайкине (1905—1927), погибшем при защите южной границы СССР в Азербайджане. До 21 декабря 1928 года улица называлась Живинская улица по фамилии домовладельца XIX века.

## Расположение
Улица Сайкина, являясь продолжением Велозаводской улицы, проходит от Третьего транспортного кольца, 1-го и 2-го Кожуховских проездов на Юг, вблизи Третьего транспортного кольца к улице Сайкина с северо-востока примыкает 7-я Кожуховская улица, далее с востока примыкает 6-я Кожуховская улица, затем улица Сайкина пересекает 5-ю Кожуховскую улицу и проходит до улицы Трофимова (проходит по путепроводу над улицей Сайкина), за которой продолжается как проспект Андропова. По улице Сайкина проходит граница между Южнопортовым районом Юго-Восточного административного округа и Даниловским районом Южного административного округа города Москвы. Нумерация домов начинается от Третьего транспортного кольца.

## Примечательные здания и сооружения
По нечётной стороне: 22,44,55
По чётной стороне:54,11,75

## Транспорт

### Автобус
- 8: от Третьего транспортного кольца до улицы Трофимова и обратно
- 156: от Третьего транспортного кольца до улицы Трофимова и обратно
- 186: от Третьего транспортного кольца до улицы Трофимова и от 7-й Кожуховской улицы до Третьего транспортного кольца
- 193: от Третьего транспортного кольца до улицы Трофимова и обратно
- 263: от Третьего транспортного кольца до улицы Трофимова и обратно
- 291: от Третьего транспортного кольца до улицы Трофимова и обратно
- 299: от Третьего транспортного кольца до улицы Трофимова и обратно
- 608: от Третьего транспортного кольца до улицы Трофимова и обратно
- Т67: от Третьего транспортного кольца до улицы Трофимова и обратно

### Метро
- Станция метро «Автозаводская» Замоскворецкой линии — западнее улицы, на Автозаводской улице

### Железнодорожный транспорт
- Станция МЦК «Автозаводская» — западнее улицы, на 5-й Кожуховской улице